# Schöps (Thuringe)
Schöps est une commune allemande de l'arrondissement de Saale-Holzland, Land de Thuringe.

## Géographie
Schöps se situe le long de la Saale : Schöps est sur la rive gauche, Jägersdorf sur la rive droite. À l'est de la commune se situe le Holzland thuringien et à l'ouest le plateau de l'Ilm-Saale.
|            | Rothenstein              | Kleinbockedra |
| Altenberga | Schöps                   | Unterbodnitz  |
|            | Großpürschütz Seitenroda |               |

Schöps se trouve le long de la Bundesstraße 88 et de la ligne de Großheringen à Saalfeld.

## Histoire
Schöps est mentionné pour la première fois en 1293 tandis que Jägersdorf est attesté en 1228. Schöps et Jägersdorf fusionnent en 1978.

## Source de la traduction
- (de) Cet article est partiellement ou en totalité issu de l’article de Wikipédia en allemand intitulé « Schöps (Thüringen) » (voir la liste des auteurs).